# الساحل الذهبي (عدن)

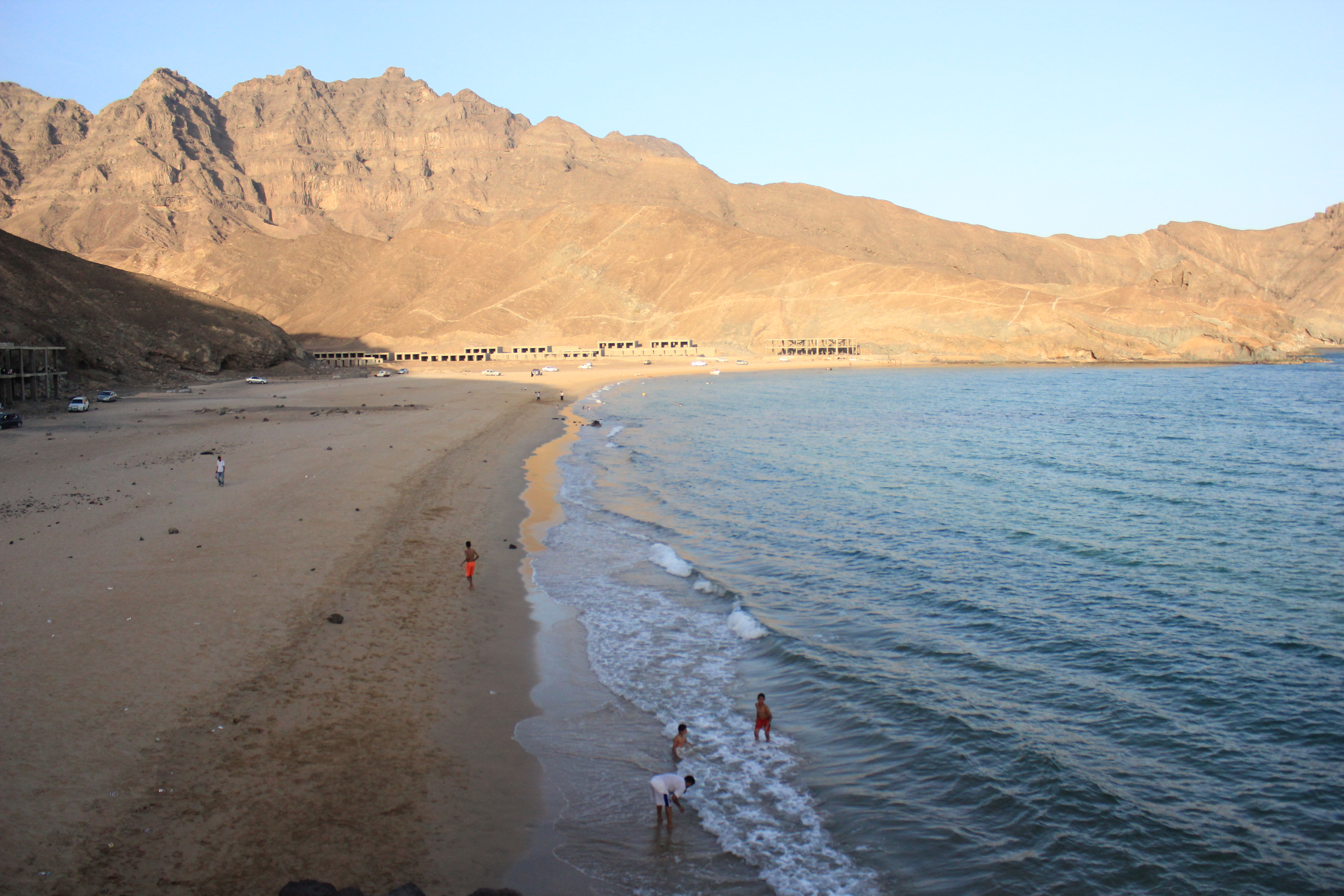
الشاطئ الذهبي

الساحل الذهبي (بالإنجليزية: Gold Mohur)‏ أو الشاطئ الذهبي يوجد في المنطقة الواقعة بين جبل خليج الفيل وجبل هيل في مديرية التواهي محافظة عدن.

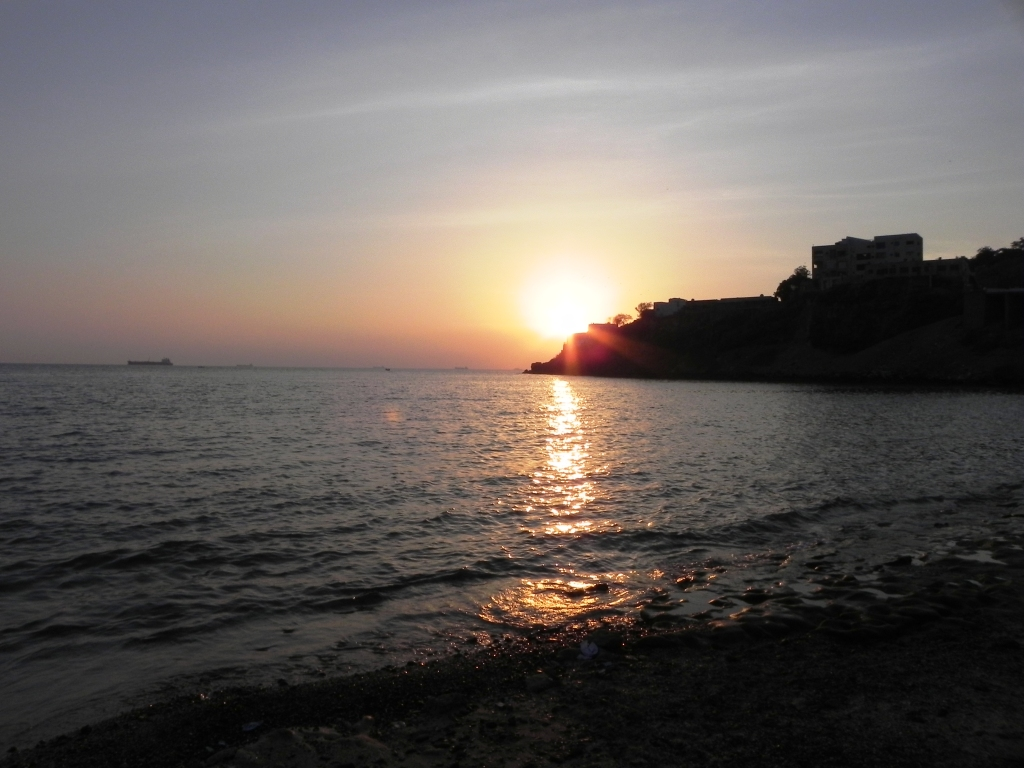
الشاطئ الذهبي

## التسمية
الشاطئ الذهبي هي التسمية البريطانية للشاطئ أيام الاحتلال البريطاني لمدينة عدن في القرن الثامن عشر وقد سمي لاحقا بالشاطئ الذهبي أو الساحل الذهبي لان رماله ذهبية وقد كان وجهة رئيسية للبريطانيين القاطنين في عدن مع عائلاتهم.

## الموقع
يقع الساحل الذهبي بمديرية التواهي محافظة عدن اليمنية في المنطقة الواقعة بين خليج الفيل وجبل هيل.